# Dr. Téboly varázsműhelye
A Dr. Téboly varázsműhelye magyar vegyes technikájú tévéműsor, amelyet Pál Kálmán rendezett. A műsorban valós díszletek, báb-kellékek, élőszemélyek és különböző bábfigurák láthatóak. Magyarországon az M2 tűzte műsorra.

## Ismertető
Különböző bábok és báb-kellékek készülnek egy varázsműhelyben, amelynek tulajdonosa Dr. Téboly.

## Szereplők
- Dr. Téboly
- Vili, a linzer
- Nimu, a múmia

## Epizódok
1. Offerusz, a nagyerejű
2. Mátyás király a csillagok között – mesejáték (Görbe Tükör Színtársulat)
3. Bőröndapu – gyerekdarab (Kompánia Színházi Társulat)
4. Bódog és Szomorilla (Hepp Trupp – Kétszemélyes Társulat)